# Калиновка (Волче-Вражский сельсовет)
Кали́новка — село Волче-Вражского сельсовета Тамалинского района Пензенской области. На 1 января 2004 года — 33 хозяйства, 68 жителей.

## География
Село расположено на севере Тамалинского района, напротив села Куликовки расстояние до районного центра пгт. Тамала — 37 км, до центра сельсовета, села Волчий Враг — 3 км.

## История
По исследованиям историка — краеведа Полубоярова М. С., деревня образована как посёлок между 1912 и 1930 годами, с 1955 года в составе Куликовского сельсовета Белинского района, затем передана в Волче-Вражский сельсовет Тамалинского района. Названа по расположенному рядом оврагу Калиновому. В 50-х годах XX века в деревне образовалась бригада колхоза им. В. М. Молотова..

## Численность населения
| год                | 1930 | 1951 | 1959 | 1979 | 1989 | 1996 | 2004 |
| ------------------ | ---- | ---- | ---- | ---- | ---- | ---- | ---- |
| количество жителей | 297  | 153  | 131  | 105  | 73   | 65   | 68   |

## Улицы
- Берёзовая.